# Balle de cricket

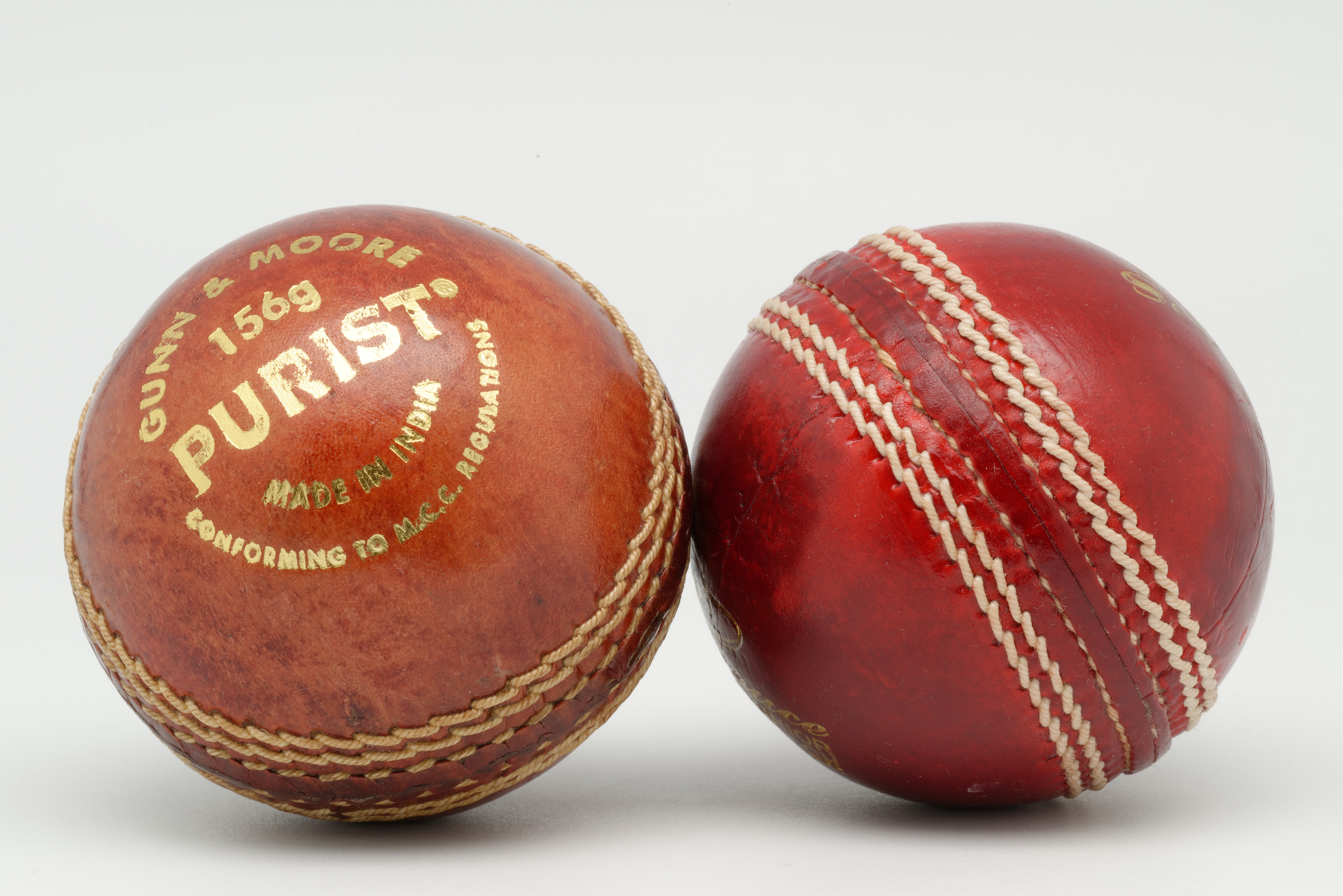
Deux balles de cricket.

Une balle de cricket est de forme sphérique, et est faite de liège dur recouvert de cuir. Les règles qui précisent ses caractéristiques et son utilisation sont définies par la quatrième loi du cricket.

## Description

### Masse et dimensions
Les dimensions et la masse de la balle de cricket dépendent de la catégorie des joueurs. Pour un match impliquant des équipes sénior masculines, la balle doit peser, neuve, entre 155,9 et 163 grammes (entre 51⁄2 et 53⁄4 onces), et sa circonférence doit être comprise entre 22,4 et 22,9 centimètres (entre 813⁄16 et 9 pouces), soit un diamètre compris entre 7,13 et 7,29 centimètres. Pour une rencontre entre équipes féminines, elle doit peser de 140 à 151 grammes (de 415⁄16 à 55⁄16 d'onces) et avoir une circonférence de 21 à 22,5 centimètres (de 81⁄4 à 87⁄8 de pouces). Pour un match entre des juniors (joueurs de moins de 13 ans), elle doit peser de 133 à 144 grammes (de 411⁄16 à 51⁄16 d'onces) et avoir une circonférence comprise entre 20,5 et 22,0 centimètres (de 81⁄16 à 811⁄16 de pouces).

### Couleur et caractéristiques

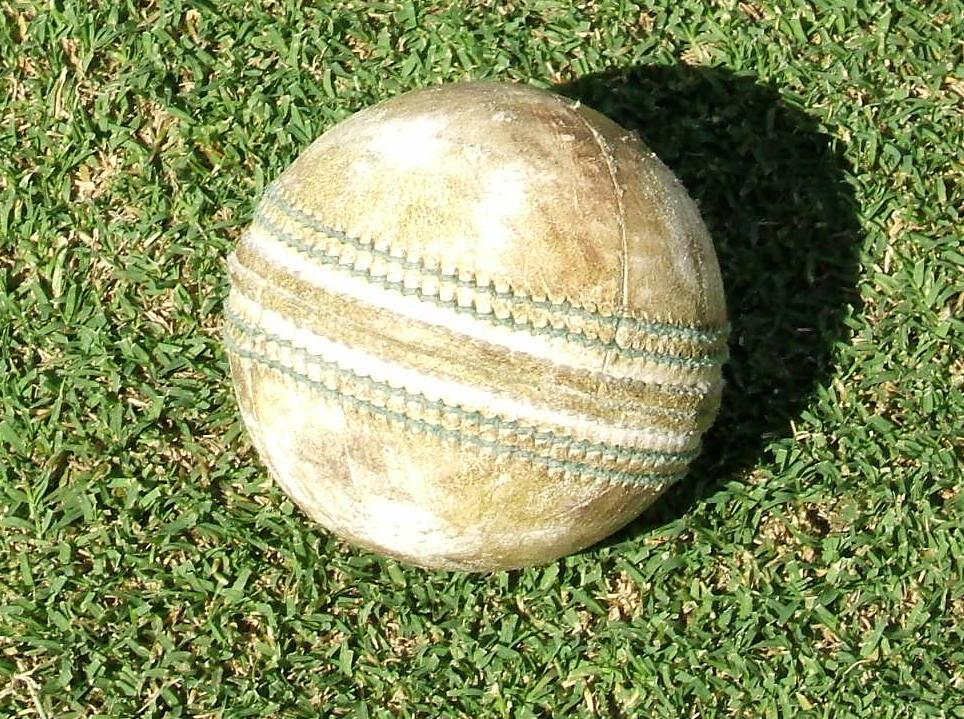
Des balles de couleur blanche sont utilisées pour les matchs joués en soirée

La balle de cricket est faite de liège dur recouvert de cuir. Le cuir est séparé en deux hémisphères liés entre eux par une couture. La balle est traditionnellement de couleur rouge, avec une couture blanche. Des balles de couleur blanche sont utilisées pour les matchs de limited overs cricket, qui se déroulent, pour certains, en partie en soirée. C'est un héritage de la World Series Cricket, une compétition rebelle organisée entre 1977 et 1979, qui a introduit ces matchs joués en partie en soirée et une couleur de balle bien visible à la lumière des projecteurs. Une brève expérimentation avait été menée au XIXe siècle pour introduire des balles bleues pour les matchs de cricket féminin, le rouge ayant été supposé trop choquant pour les femmes.

## Changement de balle en cours de match

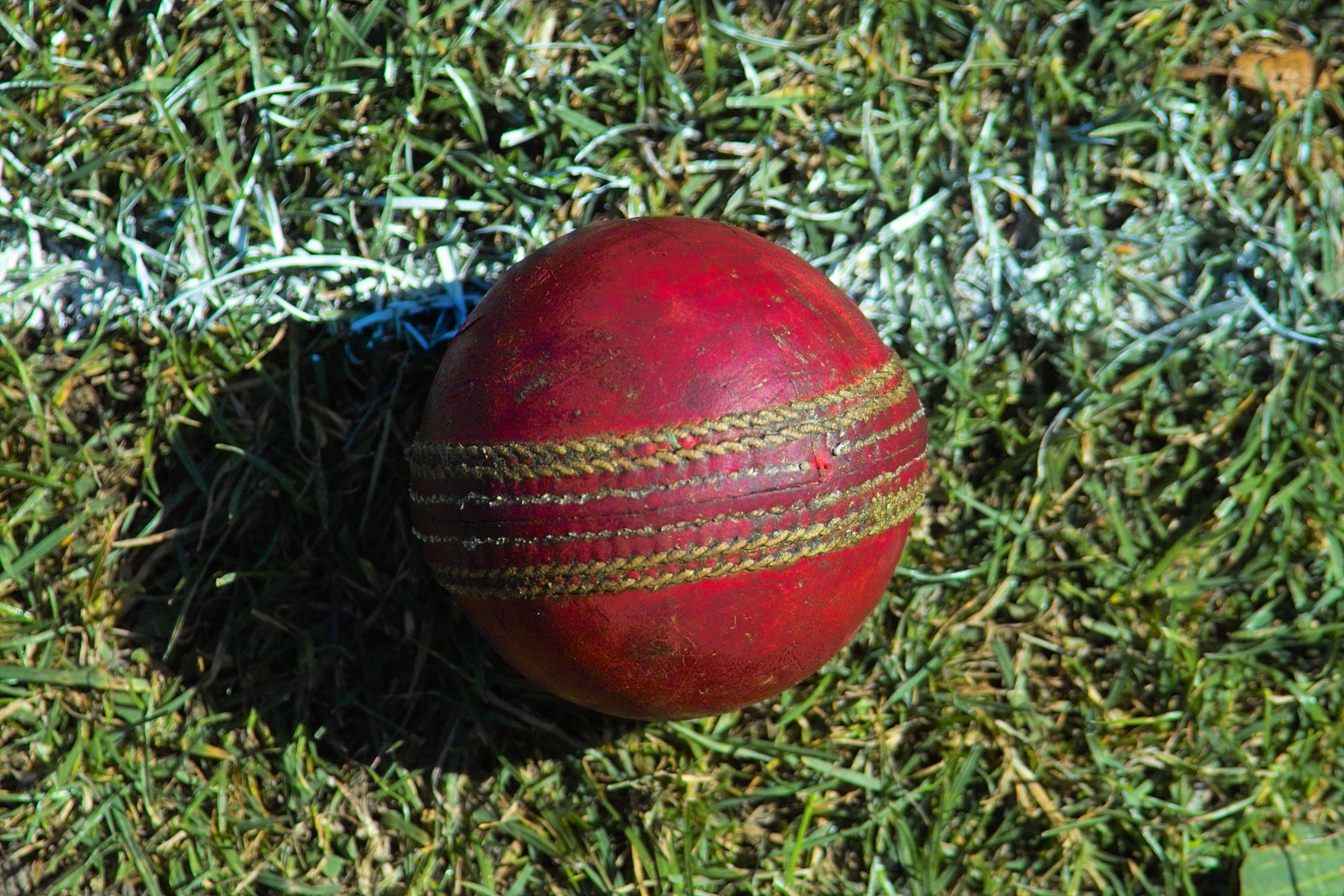
Balle de cricket usée

Une nouvelle balle peut être réclamée par chacun des capitaines au début de chaque manche. Pour un match d'une durée de plus d'un jour, le capitaine de l'équipe au fielding peut réclamer une nouvelle balle lorsqu'un minimum d'overs a été joué avec la balle précédente. Ce nombre d'overs minimum, fixé par l'instance dirigeante du pays où se déroule le match, ne doit pas être inférieur à 80, soit 480 lancers.
Depuis le 2011, en format One-day International, deux balles neuves sont utilisées durant chaque manche, chacune attachée à une extrémité du pitch. Chaque balle est donc utilisée durant 25 overs[réf. souhaitée].

## Changement des propriétés de la balle

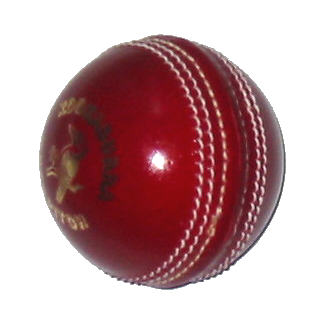
Balle de cricket, 2006

La 41e loi du cricket précise des actions licites ou illicites qu'un joueur pourrait effectuer sur la balle en cours de match.
N'importe quel fielder a le droit de polir la balle à condition qu'aucune substance artificielle ne soit utilisée. Il peut aussi enlever la boue présente sur la balle, et la sécher avec une serviette. Tout autre action visant à modifier les propriétés de la balle, par exemple en la frottant sur le sol, est interdite.